# Enrique Cervantes Aguirre
Enrique Cervantes Aguirre (Puebla de Zaragoza, Puebla; 20 de enero de 1935) es un militar mexicano que se desempeñó como el secretario de la Defensa Nacional de México durante la presidencia de Ernesto Zedillo de 1994 a 2000.

## Carrera militar
Comenzó su carrera como cadete el Heroico Colegio Militar, graduándose como Subteniente de Artillería, siendo Teniente del Arma, realizó el Curso de Estado Mayor en la Escuela Superior de Guerra, adquiriendo el carácter de Diplomado de Estado Mayor en diciembre de 1962. Fue ayudante del agregado militar de México en Estados Unidos y de España, director del Heroico Colegio Militar, comandante de la 31/a. Zona Militar y las VIII, VII y IV Regiones Militares. Posteriormente fue agregado militar de la Embajada de México en Estados Unidos y antes de ser Secretario fue director general de Fábricas de la Defensa Nacional.

## Controversias
Ha sido investigado junto con el exsecretario Antonio Riviello Bazán y el exprocurador militar Mario Guillermo Fromow García, por la Procuraduría General de Justicia Militar por su presunta participación en la guerra sucia que se desarrolló en los años 70 en el estado de Guerrero, debido a que los tres ocupaban cargos claves en la 27 Zona Militar, donde ocurrieron al menos 22 asesinatos de campesinos mediante los llamados vuelos de la muerte.
Fue implicado en la Operación Casablanca que llevó a cabo el Gobierno de Estados Unidos en contra del lavado de dinero proveniente del Cártel de Juárez; la única razón  por la que no lo procesaron se debe a que el gobierno estadounidense decidió no hacer un escándalo que desestabilizara a México, implicando al militar de más alto rango en el gobierno del presidente Ernesto Zedillo.